# Prix Ars Electronica
El Prix Ars Electronica és un dels premis anuals més importants en el camp de les arts electròniques i interactives, l'animació per ordinador, la cultura digital i la música. S'entrega des del 1987 per part de l'associació Ars Electronica (Linz, Àustria).
El 2005, el Golden Nica, el premi principal, fou entregat en sis categories: "Animació per ordinador/efectes visuals", "Música digital", "Art interactiu", "Net Vision", "Comunitats digitals" i el premi "u19" a la "programació lliure". Cada Golden Nica s'entrega amb un premi de 10.000 euros, menys la categoria u19, que s'acompanya d'un premi de 5.000 euros. En cada categoria també hi ha premis i distincions diverses, així com mencions honoràries.
El Golden Nica és una rèplica de la Victòria de Samotràcia grega. És una estatueta de fusta feta a mà, motiu pel qual cada premi és únic: aproximadament de 35 cm d'alçada, amb unes ales d'uns 20 cm, tot això en un pedestal. "Prix Ars Electronica" és una frase composta a partir de paraules en francès, llatí i castellà, que es pot traduir com a Premi de les Arts Electròniques.

## Guanyadors del Golden Nica

### Animació per ordinador / pel·lícula / vfx
La categoria "Gràgics per ordinador" (1987–1994) estava oberta a diferents tipus d'imatge per ordinador. "Animació per ordinador" (1987–1997) va ser substituït per l'actual categoria "Animació per ordinador/Efectes visuals" el 1998.
NL'artista i músic de Nova York John Fekner va rebre premis honoraris per Concrete People i The Last Days of Good and Evil el 1987 i el 1988.

#### Gràfics per ordinador
- 1987 "Figur10" de Brian Reffin Smith, UK
- 1988 "The Battle" de David Sherwin, US
- 1989 "Gramophone" de Tamás Waliczky, HU
- 1990 "P-411-A" de Manfred Mohr, Alemanya
- 1991 "Having encountered Eve for the second time, Adam begins to speak" de Bill Woodard, US
- 1992 "RD Texture Buttons" by Michael Kass de Andrew Witkin, US
- 1993 "Founders Series" by Michael Tolson, US
- 1994 "Jellylife / Jellycycle / Jelly Locomotion" de Michael Joaquin Grey, US

#### Animació per ordinador
- 1987 "Luxo jr." de John Lasseter, US
- 1988 "Red's Dream" de John Lasseter, US
- 1989 "Broken Heart" de Joan Staveley, US
- 1990 "Footprint" de Mario Sasso i Nicola Sani, IT
- 1991 "Panspermia" de Karl Sims, US
- 1992 "Liquid Selves / Primordial Dance" de Karl Sims, US
- 1993 "Lakmé" de Pascal Roulin, BE
- 1994 "Jurassic Park" de Dennis Muren, Mark Dippé i Steve Williams, US/CA
  - Distinction: "Quarxs" de Maurice Benayoun, FR
  - Distinction: "K.O. Kid" de Marc Caro, FR
- 1995 "God's Little Monkey" de David Atherton i Bob Sabiston, US
- 1996 "Toy Story" de John Lasseter, Lee Unkrich i Ralph Eggleston, US
- 1997 "Dragonheart" de Scott Squires, Industrial Light & Magic (ILM), US

#### Animació per ordinador/Efectes visuals

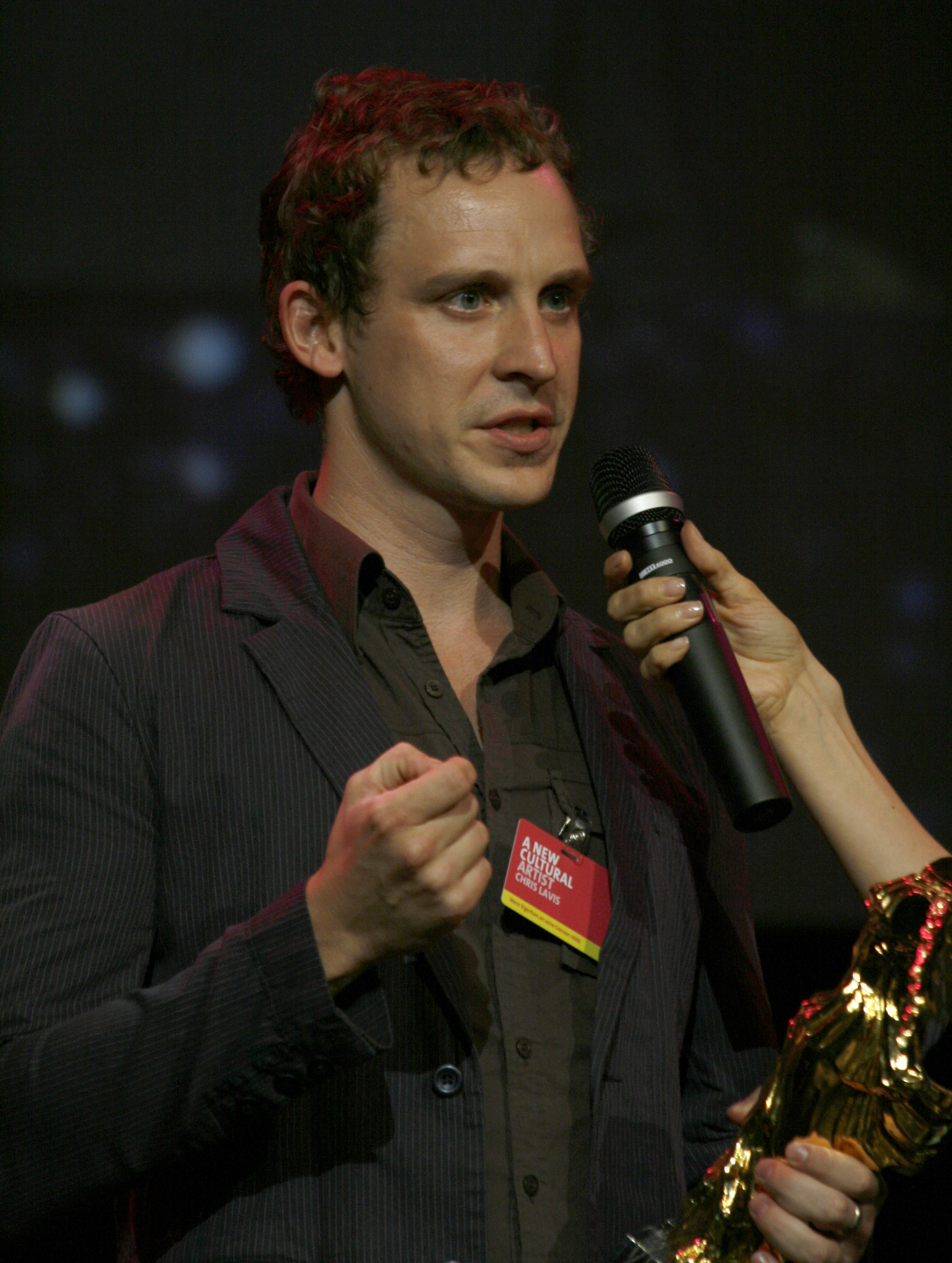
Chris Lavis amb el Golden Nica per "Madame Tutli-Putli" (2008)

- 1998 The Sitter de Liang-Yuan Wang, TW
  - Titanic byde Robert Legato i Digital Domain, US
- 1999 Bunny de Chris Wedge, US
  - What Dreams May Come de Mass Illusions, POP, Digital Domain, Vincent Ward, Stephen Simon i Barnet Bain, US
- 2000 Maly Milos de Jakub Pistecky, CA
  - Maaz de Christian Volckman, FR
- 2001 Le Processus de Xavier de l'Hermuzičre i Philippe Grammaticopoulos, FR
- 2002 Monsters, Inc. de Andrew Stanton, Lee Unkrich, Pete Docter i David Silverman, US
- 2003 Tim Tom by Romain Segaud and Cristel Pougeoise, FR
- 2004 Ryan de Chris Landreth, US.
  - Distinction: Parenthèse de Francois Blondeau, Thibault Deloof, Jérémie Droulers, Christophe Stampe, France
  - Distinction: Birthday Boy from Sejong Park, Australia
- 2005 Fallen Art de Tomek Baginski, Poland.
  - Distinction: The Incredibles de Pixar
  - Distinction: City Paradise de Gaëlle Denis (UK), Passion Pictures (FR)
- 2006 458nm de Jan Bitzer, Ilija Brunck, Tom Weber, Filmakademie Baden-Württemberg, Germany.
  - Distinction: Kein platz Für Gerold de Daniel Nocke / Studio Film Bilder, Germany
  - Distinction: Negadon, the monster from Mars, de Jun Awazu, Japan
- 2007 Codehunters de Ben Hibon, (UK)
- 2008 Madame Tutli-Putli de Chris Lavis, Maciek Szczerbowski. (Directors), Jason Walker (Special Visual Effects), National Film Board of Canada
- 2009 HA'Aki de Iriz Pääbo, National Film Board of Canada
- 2010 Nuit Blanche de Arev Manoukian (Director), Marc-André Gray (Visual Effects Artist), National Film Board of Canada
- 2011 Metachaos de Alessandro Bavari (IT)
- 2012 Rear Window Loop de Jeff Desom (LU)
  - Distinction: Caldera by Evan Viera/Orchid Animation (US)
  - Distinction: Rise of the Planet of the Apes de Weta Digital (NZ)/Twentieth Century Fox
- 2013 Forms de Quayola (IT), Memo Akten (TR)
  - Distinction: Duku Spacemarines de La Mécanique du Plastique (FR)
  - Distinction: Oh Willy… by Emma De Swaef (BE), Marc James Roels (BE) / Beast Animation

### Música digital
Aquesta categoria és per aquells artistes que realitzen música electrònica i art sonor mitjançant mitjans digitals. Entre el 1987 i 1998 la categoria era coneguda com a música per ordinador. Es van entregar dos Golden Nicas en 1987, però cap en 1990. El 1991 no es va atorgar cao premi a la categoria de música electrònica.
- 1987 - Peter Gabriel i Jean-Claude Risset
- 1988 - Denis Smalley
- 1989 - Kaija Saariaho
- 1990 - -
- 1991 - Categoria omesa
- 1992 - Alejandro Viñao
- 1993 - Bernard Parmegiani
- 1994 - Ludger Brümmer
- 1995 - Trevor Wishart
- 1996 - Robert Normandeau
- 1997 - Matt Heckert
- 1998 - Peter Bosch i Simone Simons (premi compartit)
- 1999 - Aphex Twin (Richard D. James) iChris Cunningham (premi compartit)
- 2000 - Carsten Nicolai
- 2001 - Ryoji Ikeda
- 2002 - Yasunao Tone
- 2003 - Ami Yoshida, Sachiko M i Utah Kawasaki (premi compartit)
- 2004 - Thomas Köner
- 2005 - Maryanne Amacher
- 2006 - Eliane Radigue
- 2007 - Mashiro Miwa
- 2008 - Reactable by Sergi Jordà (ES), Martin Kaltenbrunner (AT), Günter Geiger (AT) i Marcos Alonso (ES)
- 2009 - Speeds of Time versions 1 and 2 per Bill Fontana (US)
- 2010 - rheo: 5 horizons per Ryoichi Kurokawa (JP)
- 2011 - Energy Field per Jana Winderen (NO)
- 2012 - "Crystal Sounds of a Synchrotron" Arxivat 2013-06-12 a Wayback Machine. per Jo Thomas (GB)
- 2013 - frequencies (a) per Nicolas Bernier (CA)
  - Distinction: SjQ++ by SjQ++ (JP)
  - Distinction: Borderlands Granular per Chris Carlson (US)

### Art híbrid
- 2007 - Symbiotica
- 2008 - Pollstream - Nuage Vert de Helen Evans (FR/UK) i Heiko Hansen (FR/DE) HeHe
- 2009 - Natural History of the Enigma de Eduardo Kac (US)
- 2010 - Ear on Arm de Stelarc (AU)
- 2011 - May the Horse Live in me de Art Orienté Objet (FR)
- 2012 - "Bacterial radio" Arxivat 2013-06-14 a Wayback Machine. de Joe Davis (US)
- 2013 - Cosmopolitan Chicken Project, Koen Vanmechelen (BE)

### [the next idea] voestalpine Art and Technology Grant
- 2009 - "Open_Sailing" de Open_Sailing Crew[2] led by Cesar Harada.
- 2010 - "Hostage" de [Frederik De Wilde].[3]
- 2011 - Choke Point Project de P2P Foundation (NL).[4]
- 2012 - qaul.net - tools for the next revolution de Christoph Wachter & Mathias Jud[5]
- 2013 - Hyperform de Marcelo Coelho (BR), Skylar Tibbits (US), Natan Linder (IL), Yoav Reaches (IL)
  - Honorary Mentions: GravityLight de Martin Riddiford (GB), Jim Reeves (GB)[6]

### Art interactiu

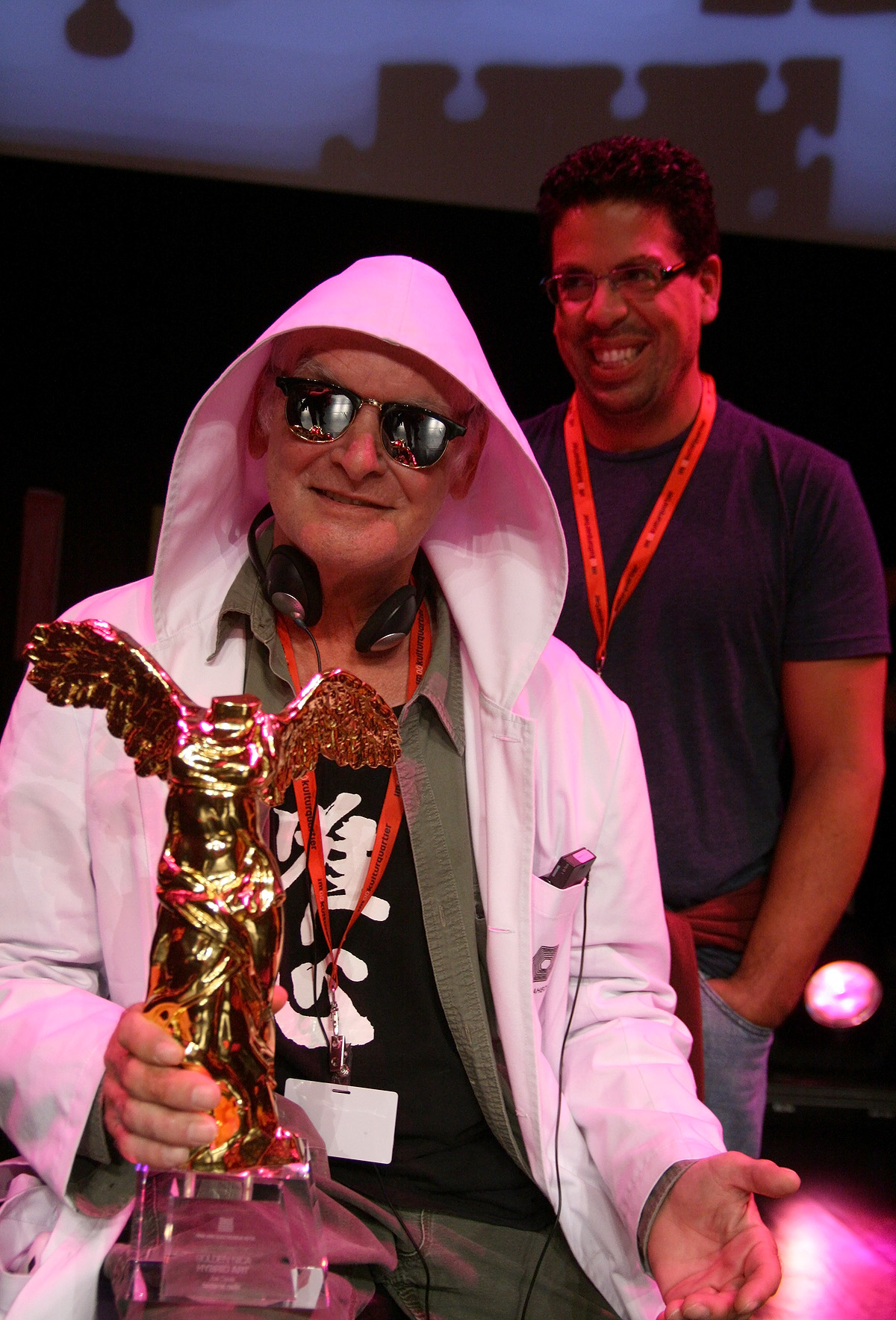
Joe Davis al Prix Ars Electronica de 2012

Els premis de la categoria d'art interactiu s'entreguen des del 1990. Aquesta categoria s'atorga a moltes categories d'art, entre les que es troben instal·lacions i performans, caracteritzades per la participació de l'audiència, la realitat virtual, els continguts multimèdia i les telecomunicacions.
- 1990 - "Videoplace" installation de Myron Krueger
- 1991 - "Think About the People Now" projectat per Paul Sermon
- 1992 - "Home of the Brain" installation de Monika Fleischmann i Wolfgang Strauss
- 1993 - "Simulationsraum-Mosaik mobiler Datenklänge (smdk)" instal·lació de Knowbotic Research
- 1994 - "A-Volve" environment de Christa Sommerer i Laurent Mignonneau
- 1995 - the concept of Hypertext, atribuït a Tim Berners-Lee
- 1996 - "Global Interior Project" instal·lació de Masaki Fujihata
- 1997 - "Music Plays Images X Images Play Music" concert de Ryuichi Sakamoto i Toshio Iwai
- 1998 - "World Skin" instal·lació de Jean-Baptiste Barrière i Maurice Benayoun
- 1999 - "Difference Engine #3" - Lynn Hershman
- 2000 - "Vectorial Elevation, Relational Architecture #4" instal·lació de Rafael Lozano-Hemmer
- 2001 - "polar" instal·lació de Carsten Nicolai i Marko Peljhan
- 2002 - "n-cha(n)t" instal·lació de David Rokeby
- 2003 - "Can You See Me Now?" joc participatiu de Blast Theory i Mixed Reality Lab
- 2004 - "Listening Post" instal·lació de Ben Rubin i Mark Hansen
- 2005 - "MILKproject" instal·lació i projecció de Esther Polak, Ieva Auzina i el RIXC - Riga Centre for New Media Culture
- 2006 - "The Messenger" instal·lació de Paul DeMarinis
- 2007 - "Park View Hotel" instal·lació de Ashok Sukumaran
- 2008 - Image Fulgurator Arxivat 2008-08-29 a Wayback Machine. de Julius von Bismarck (Alemanya)
- 2009 - Nemo Observatorium Arxivat 2014-08-27 a Wayback Machine. de Laurence Malstaf (Bèlgica)
- 2010 - The Eyewriter de Zachary Lieberman, Evan Roth, James Powderly, Theo Watson, Chris Sugrue, Tempt1
- 2011 - Newstweek Arxivat 2014-09-03 a Wayback Machine. by Julian Oliver (NZ) and Danja Vasiliev (RU)
- 2012 - "Memopol-2" Arxivat 2012-08-15 a Wayback Machine. de Timo Toots (EE)
- 2013 - Pendulum Choir By Michel Décosterd (CH), André Décosterd (CH)
  - Distinction - Rain Room de rAndom International (GB)
  - Distinction - Voices of Aliveness de Masaki Fujihata (JP)

### Categories relacionades amb internet
A la categoria "World Wide Web" (1995 – 96) i ".net" (1997 – 2000), es premiaven projectes web interessants, basats en criteris com que fossin específicament web, orientats a la comunitat, identitaris i interactius. El 2001 les categories es van fusionar sota el nom de "Net Vision / Net Excellence", amb premis a la innovació als mitjans online.

#### World Wide Web
- 1995 - "Idea Futures" by Robin Hanson
- 1996 - "Digital Hijack" by etoy
  - Second prizes: HyGrid by SITO and Journey as an exile

#### .net
- 1997 - "Sensorium" by Taos Project
- 1998 - "IO_Dencies Questioning Urbanity" by Knowbotic Research
- 1999 - Linux by Linus Torvalds
- 2000 - In the Beginning... Was the Command Line (excerpts) by Neal Stephenson

#### Net Vision / Net Excellence
- 2001 - "Banja" by Team cHmAn and "PrayStation Arxivat 2005-08-22 a Wayback Machine." by Joshua Davis
- 2002 - "Carnivore Arxivat 2004-06-05 a Wayback Machine." by Radical Software Group and "They Rule" by Josh On and Futurefarmers
- 2003 - Habbo Hotel and "Noderunner" by Yury Gitman and Carlos J. Gomez de Llarena
- 2004 - Creative Commons
- 2005 - "Processing" by Benjamin Fry, Casey Reas and the Processing community
- 2006 - "The Road Movie" by exonemo

### Comunitats digitals

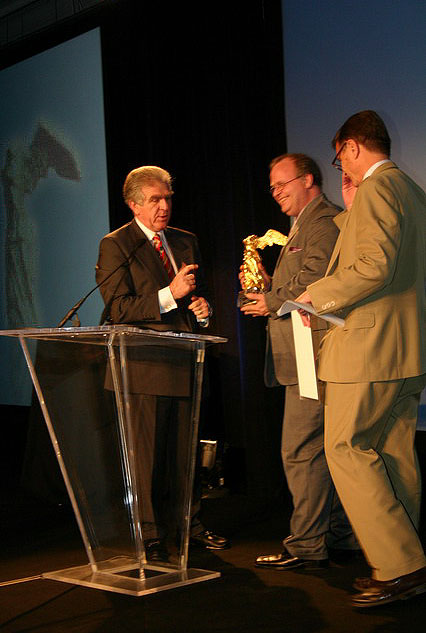
Danny Wool, en representació de Wikipedia, reb el Golden Nica de 2004.

La categoria es va començar a entregar el 2004 amb el suport de SAP (i amb una cerimònia separada celebrada a Nova York dos mesos abans que la cerimònia principal de l'Ars Electronica) per celebrar el 25è aniversari del certamen. S'hi van entregar dos Golden Nica.
- 2004 - Wikipedia i "The World Starts With Me"
- 2005 - "Akshaya", programa de tecnologia de la informació de l'Índia
  - Distinció: Free Software Foundation (USA) and Telestreet - NewGlobalVision (Itàlia)
- 2006 - canal*ACCESSIBLE Arxivat 2020-10-11 a Wayback Machine.
  - Distinció:
    - Codecheck (Roman Bleichenbacher CH)
    - Proyecto Cyberela – Radio Telecentros (CEMINA)

  - Honorary Mentions:
    - Arduino (Arduino)
    - Charter97.org – News from Belarus
    - CodeTree
    - MetaReciclagem
    - Mountain Forum
    - Northfield.org
    - Pambazuka News (Fahamu
    - Semapedia
    - stencilboard.at (Stefan Eibelwimmer (AT), Günther Kolar (AT))
    - The Freecycle Network
    - The Organic City
    - UgaBYTES Initiative (UgaBYTES Initiative (UG))
- 2007 - Overmundo
- 2008 - 1kg more Arxivat 2008-08-29 a Wayback Machine.
  - Distinction: PatientsLikeMe and Global Voices Online
- 2009 - HiperBarrio Arxivat 2013-06-09 a Wayback Machine. by Álvaro Ramírez and Gabriel Jaime Vanegas
  - Distinction:
    - piratbyran.org Arxivat 2005-04-04 a Wayback Machine.
    - wikileaks.org

  - Honorary Mentions:
    - hackmeeting.org
    - pad.ma
    - Maneno
    - femalepressure.net
    - metamute.org
    - ubu.com
    - canchas.org Arxivat 2016-03-03 a Wayback Machine.
    - feraltrade.org
    - flossmanuals.net
    - wikiartpedia.org Arxivat 2008-08-28 a Wayback Machine.
    - changemakers.net
    - vocesbolivianas.org
- 2010 - Chaos Computer Club
- 2011 - Fundacion Ciudadano Inteligente Arxivat 2014-02-09 a Wayback Machine.
  - Distinció:
    - Bentham Papers Transcription Initiative (Transcribe Bentham) (UK). See also the project's Transcription Desk Arxivat 2012-03-27 a Wayback Machine.
    - X_MSG  Arxivat 2011-06-17 a Wayback Machine.
- 2012 - Syrian people know their way Arxivat 2013-09-20 a Wayback Machine.
- 2013 - El Campo de Cebada de El Campo de Cebada (ES)
  - Distinció: Refugees United de Christopher Mikkelsen (DK), David Mikkelsen (DK)
  - Distinció: Visualizing Palestine de Visualizing Palestine (PS)